# Tablas negras (políticas soviéticas)

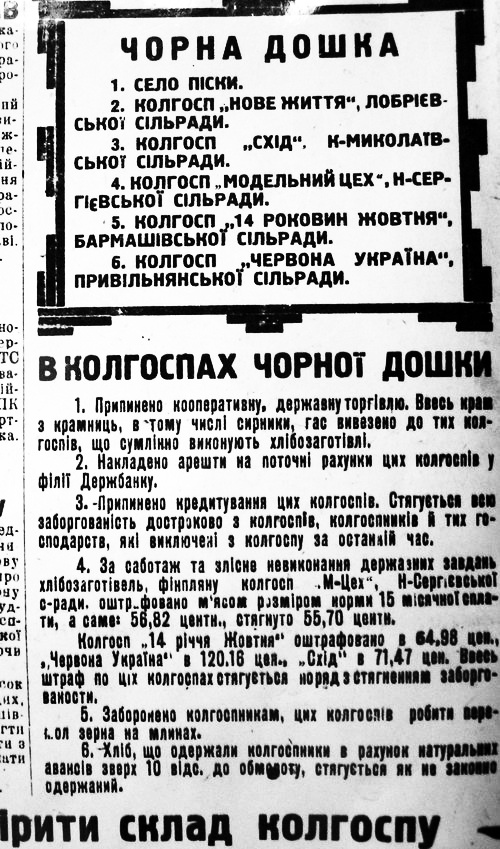
Una "tabla negra" publicada en el periódico "Bajo la bandera de Lenin" en enero de 1933, una "lista negra" que identifica koljoses específicos y su castigo en el raión de Bashtanka, óblast de Mykolaiv, Ucrania.

La política formó parte del proceso de colectivización y la lucha con kulaks (kurkuls).

## Historia
Las "pizarras" se instalaron en las entradas de un asentamiento e identificaron a los residentes que eran acusados de actividad contrarrevolucionaria y que eran los enemigos del pueblo, supuestamente tratando de socavar el proceso de colectivización. El hecho de nombrar tales asentamientos se publicó en los periódicos del óblast que enumeraban los nombres de las granjas colectivas que resistieron a la colectivización y al régimen soviético.
Sin embargo, algunos de los archivos reflejan que las "tablas negras" se utilizaban precisamente como elemento represivo en la lucha no sólo contra la resistencia de la colectivización, sino también contra el factor de nacionalidad de la población local. Por ejemplo, en 1932, el Comité del Partido Comunista del óblast de Vínnitsa sugirió que el pueblo local de Mazurivka fuera nombrado "tablas negras", porque allí nació uno de los generales de Petliura, mientras que el pueblo de Karpivtsi (raión de Chudniv) en Volinia era conocido como uno de los Petliura. El pueblo de Turbiv (raión de Lypovets), por ejemplo, merecía tal pena por su "alta infestación del elemento Petliura y participación en el asunto Plyskiv en primavera". 
Cada asentamiento o una unidad administrativa con tablas negras fue rodeado por escuadrones armados y fue sometido a requisición completa de alimentos.
Tales represiones se llevaron a cabo en casi la mitad de los raiones y municipios de la RSS de Ucrania, excepto para la óblast de Dnipropetrovsk, donde dicho régimen ocupaba territorios de todas las unidades administrativas sin excepción. El óblast de Dnipropetrovsk está situado en el centro de las tierras tradicionales de los cosacos de Zaporozhia.